# Erwin Wickert
Erwin Otto Humin Wickert (n. 7 ianuarie 1915, Bad Freienwalde, Märkisch-Oderland, Brandenburg, Germania – d. 26 martie 2008, Remagen, Renania-Palatinat, Germania) a fost un diplomat și scriitor german care în anii 1970 a servit ca ambasador în România și China. 

## Cariera diplomatică
Între 1960-1968 a fost responsabil pentru statele Pactului de la Varșovia ca șef de referat în Ministerul de Externe al RFG. Din 1971 până în 1976 a fost ambasadorul Republicii Federale Germania la București, iar între 1976-1980 ambasador la Peking.

## Varia
În volumul de memorii intitulat "Die glücklichen Augen" (în trad. "Ochii fericiți"), Stuttgart 2001, a dedicat un întreg capitol amintirilor sale din timpul în care a fost amabasador în România. Între altele a descris modul în care Nicolae Ceaușescu aproba personal emigrarea etnicilor germani contra unor sume de bani.
„... oamenii îi erau indiferenți ca oameni. Nu simțea nimic pentru ei. Îi vindea. Nu-i păsa de grijile lor. Avea nevoie de ei ca să-și realizeze planurile.”

## Opere literare
- Fata Morgana über den Straßen, Leipzig 1938
- Das Paradies im Westen, Stuttgart 1939
- Das Tier in der neueren deutschen Kunst, Dissertation, Heidelberg 1939
- Die Adamowa, Stuttgart 1940
- Du mußt dein Leben ändern, Stuttgart 1949
- Dramatische Tage in Hitlers Reich, Stuttgart 1952
- Die Frage des Tigers, Gütersloh 1955
- Cäsar und der Phönix, Stuttgart 1956
- Hiroshima, Weinheim 1959
- Hitlers Machtergreifung, Weinheim/Bergstr. 1959
- Jahre des Wahns, Weinheim/Bergstr. 1959
- Der Klassenaufsatz. Alkestis, Stuttgart 1960
- Robinson und seine Gäste, Hamburg 1960
- Der Auftrag, Stuttgart 1961
- Der Purpur, Stuttgart 1965
  - Purpura, Ed. Univers, 1975, traducere de  Sevilla Răducanu
- China in der Wandlung, Düsseldorf [u.a.] 1979
- China von innen gesehen, Stuttgart 1982
- Vom politischen Denken der Chinesen, Wiesbaden 1983
- Der verlassene Tempel, Stuttgart 1985
- Chinas wirtschaftliche Reformen, Düsseldorf 1986
- Der Kaiser und der Großhistoriker, Stuttgart 1987
- Der fremde Osten, Stuttgart 1988
- Knut Hamsun und die Große Konferenz von Chang'an, Stuttgart 1988
- Mut und Übermut, Stuttgart 1991
- Sonate mit dem Paukenschlag und sieben andere unglaubliche Geschichten, Stuttgart 1993
- Von der Wahrheit im historischen Roman und in der Historie, Wiesbaden 1993
- Zappas oder Die Wiederkehr des Herrn, Stuttgart 1995
- John Rabe. Der gute Deutsche von Nanking, DVA 1997
- Die glücklichen Augen, Stuttgart [ș.a.] 2001
- Konfuzius, Stuttgart 2001
- Das Gipfelgespräch, Stuttgart [ș.a.] 2003
- Das muss ich Ihnen schreiben. Beim Blättern in unvergessenen Briefen. München: Deutsche Verlags-Anstalt, 2005, ISBN 3421058571

## Traduceri în română
- 1989: Templul părăsit, Editura Univers